# Kaoru Mitoma
Kaoru Mitoma (三笘 薫 Mitoma Kaoru?), född 20 maj 1997 i Kanagawa prefektur, är en japansk fotbollsspelare som spelar för Brighton & Hove Albion.

## Klubbkarriär
Mitoma började sin karriär 2019 i Kawasaki Frontale. Den 10 augusti 2021 värvades Mitoma av Brighton & Hove Albion, där han skrev på ett fyraårskontrakt. Mitoma lånades dock direkt ut till belgiska Union SG på ett låneavtal över säsongen 2021/2022.

## Landslagskarriär
I november 2022 blev Mitoma uttagen i Japans trupp till VM 2022.